# Нуклеозид
Нуклеози́д — сполука, що складається із залишку азотистої основи та цукру рибози чи дезоксирибози. Утворюється після відщеплення від нуклеотиду залишку фосфорної кислоти. В молекулі нуклеозиду цукор поєднаний через перший вуглецевий атом β-глікозидним зв'язком з азотом пуринової або піримідинової основи. Назва нуклеозиду походить від назви азотистої основи, що входить до його складу: аденіну — аденозин, гуаніну — гуанозин, урацилу — уридин, цитозину — цитидин, тиміну — тимідин; нуклеозиди гіпоксантину та ксантину називаються відповідно інозином і ксантозином. До нуклеозидів відносять також деякі сполуки схожої будови, що відрізняються від згаданих азотистою основою, вуглеводом або характером хімічного зв'язку.
Основна частина входить до складу нуклеїнових кислот, що і визначає їх біологічне значення. Також невелика кількість вільних нуклеозидів міститься у деяких клітинах.